# Драбовецька сільська рада
Драбове́цька сільська́ ра́да — адміністративно-територіальна одиниця та орган місцевого самоврядування в Золотоніському районі Черкаської області. Адміністративний центр — село Драбівці.

## Загальні відомості
- Населення ради: 1 164 особи (станом на 2001 рік)

## Населені пункти
Сільській раді були підпорядковані населені пункти:
- с. Драбівці
- с. Маркізівка
- с. Сеньківці

## Склад ради
Рада складалася з 16 депутатів та голови.
- Голова ради: Герасименко Олександр Валентинович
- Секретар ради: Баранник Валентина Олексіївна

### Керівний склад попередніх скликань
| Прізвище, ім'я, по батькові        | Основні відомості                                                         | Дата обрання | Дата звільнення |
| ---------------------------------- | ------------------------------------------------------------------------- | ------------ | --------------- |
| Герасеменко Олександр Валентинович | Сільський голова, 1957 року народження, безпартійний                      | 26.03.2006   | 31.10.2010      |
| Герасименко Олександр Валентинович | Сільський голова, 1957 року народження, освіта вища, член Партії регіонів | 31.10.2010   |                 |

Примітка: таблиця складена за даними сайту Верховної Ради України

### Депутати
За результатами місцевих виборів 2010 року депутатами ради стали:

#### За суб'єктами висування
| Суб'єкт висування            | Кількість обраних депутатів | %    |
| ---------------------------- | --------------------------- | ---- |
| Самовисування                | 13                          | 81,3 |
| Партія регіонів              | 2                           | 12,5 |
| Соціалістична партія України | 1                           | 6,3  |

#### За округами
| № округу                     | Прізвище, ім'я, по батькові      | Дата визнання обраним | Освіта             | Партійна приналежність             | Відомості про обраного депутата      |
| ---------------------------- | -------------------------------- | --------------------- | ------------------ | ---------------------------------- | ------------------------------------ |
| Партія регіонів              |                                  |                       |                    |                                    |                                      |
| 10                           | Булавицький Віталій Семенович    | 03.11.2010            | вища               | позапартійний                      | Драбівецька церква, ієрей            |
| 15                           | Волошин Микола Миколайович       | 03.11.2010            | середня            | позапартійний                      | Управління меліорації, робочий       |
| Соціалістична партія України |                                  |                       |                    |                                    |                                      |
| 2                            | Павлючко Наталія Віталіївна      | 03.11.2010            | середня спеціальна | позапартійна                       | тимчасово не працює                  |
| Самовисування                |                                  |                       |                    |                                    |                                      |
| 1                            | Понурко Марія Миколаївна         | 03.11.2010            | середня спеціальна | позапартійна                       | ТОВ"БЗК", касир                      |
| 3                            | Товстоляка Олександр Миколайович | 03.11.2010            | середня спеціальна | позапартійний                      | приватне підприємство, перевізник    |
| 4                            | Охріменко Галина Іванівна        | 03.11.2010            | вища               | позапартійна                       | НВКС.Драбівці, вчитель               |
| 5                            | Баранник Олександр Анатолійович  | 03.11.2010            | вища               | позапартійний                      | НВКС.Драбівці, вчитель               |
| 6                            | Косминіна Пелагія Василівна      | 03.11.2010            | вища               | позапартійна                       | НВК С.Драбівці, вчитель              |
| 7                            | Кравченко Михайло Іванович       | 03.11.2010            | вища               | позапартійний                      | НВК с. Драбівці, вчитель             |
| 8                            | Баранник Валентина Олексіївна    | 03.11.2010            | середня спеціальна | член Соціалістичної партії України | Драбівецька сільська рада, секретар  |
| 9                            | Мірошниченко Анатолій Васильович | 03.11.2010            | середня            | позапартійний                      | ФГН, фермер                          |
| 11                           | Минець Михайло Якович            | 03.11.2010            | середня            | позапартійний                      | ЛВУМГ, охоронець                     |
| 12                           | Баранник Борис Васильович        | 03.11.2010            | середня            | позапартійний                      | НВК с. Драбівці, операторгаз. котлів |
| 13                           | Гладкий Володимир Федотович      | 03.11.2010            | середня спеціальна | позапартійний                      | ТИП                                  |
| 14                           | Пиріг Анатолій Миколайович       | 03.11.2010            | середня спеціальна | позапартійний                      | НВК с. Драбівці, вчитель             |
| 16                           | Балута Микола Олексійович        | 03.11.2010            | середня            | позапартійний                      | Відділення швидкої допомоги, водій   |

## Природно-заповідний фонд
На землях сільради розташовано ботанічна пам'ятка природи «Тирса».